# Locus amoenus

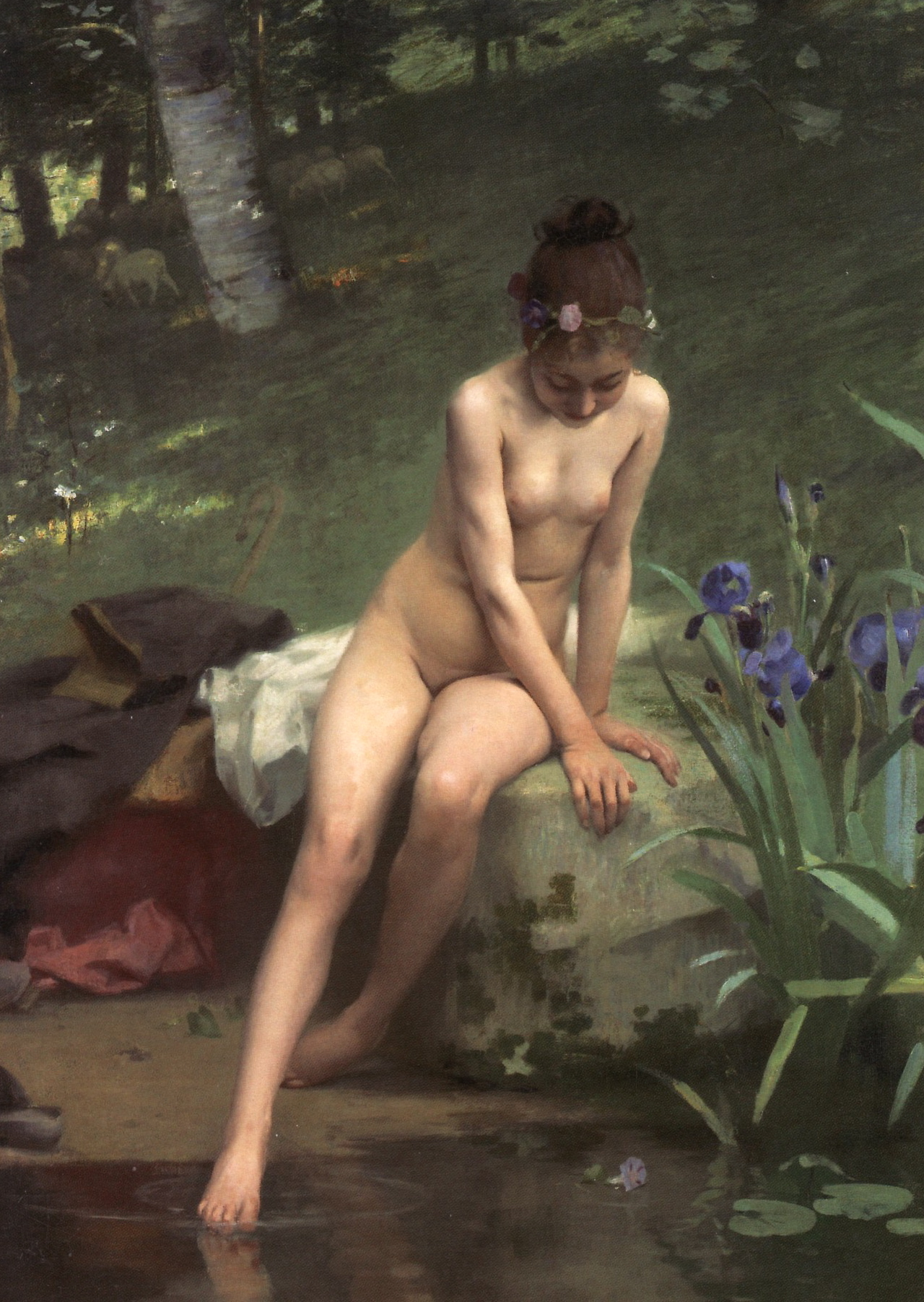
Paul Peel, The little shepherdess, 1892

El locus amoenus (literalment, 'lloc amè, agradable') és un tòpic literari llatí amb molta tradició. Neix a la poesia de Teòcrit i Virgili (aquest últim, de fet, inspira les seves Èglogues, ambientades en un locus amoenus, en els Idil·lis de Teòcrit) i descriu el paisatge ideal, enmig del camp, amb un riu, bon temps i bona companyia. Aquesta imatge està present a la majoria d'autors del Renaixement, com ara Pere Serafí.
El paisatge idíl·lic a vegades s'identifica amb el paradís natural, oposat al caos de la ciutat i la vida moderna. Algunes obres de ficció subverteixen el tòpic, de manera que el camp és el caos i el paisatge urbà esdevé l'ideal de progrés i acció.